# Lago de Occhito
Lago de Occhito es un lago italiano que pertenece por mitad a las provincias de Foggia y de Campobasso, regiones de Apulia y Molise. Su superficie es 13 km². En realidad es una gran cuenca artificial, el lago artificial más grande de Italia y el segundo en Europa, creado con el represamiento del Fortore. Marca el límite natural entre la Apulia y el Molise a lo largo de alrededor de 10 km. Tiene una longitud de arededor de 12 km.